# Savatage
Savatage é uma banda norte-americana de heavy metal fundada pelos irmãos Jon Oliva e Criss Oliva em 1979. Eles são conhecidos como uma banda de metal progressivo, mas sua sonoridads pode ser atribuídas ao heavy metal ou power metal, como expressado por seu álbum de estreia  Sirens. A banda atingiu o sucesso comercial nos Estados Unidos com seu terceiro disco, Fight for the Rock (1986), o qual chegou à posição 158 na  Billboard 200. Seus quatro álbuns seguintes — Hall of the Mountain King (1987), Gutter Ballet (1989), Streets: A Rock Opera (1991) e Edge of Thorns (1993) — também obtiveram sucesso  e foram ainda mais aclamados pelos fãs.
Após a morte de Criss em 1993, Jon (junto ao produtor Paul O'Neill) decidiu continuar com o Savatage em memória de seu irmão. A banda lançou outros quatro discos de estúdio, e após instabilidades na formação encerraram as atividades em 2002. Desde então, seus membros fundaram vários projetos musicais, como Jon Oliva's Pain, Trans-Siberian Orchestra, Circle II Circle e Doctor Butcher. Em agosto de 2015, o Savatage reuniu-se para um show no festival Wacken Open Air 2015.

## História
Inicialmente sob o nome Metropolis e, logo depois, em 1983, Avatar. A banda passou a se chamar Savatage devido a problemas judiciais, logo após o lançamento do primeiro single denominado "City Beneath the Surface", e pouco antes de lançar o primeiro álbum, batizado de Sirens em 1983. No ano seguinte, lançaram Dungeons Are Calling e assinaram com a Atlantic Records. Em 1985 a banda lança Power of The Night, e sai em turnê pela primeira vez. Em 1986 Keith Collins deixa a banda e Johnny Lee Middleton assume a condição de baixista. Produzem e lançam o álbum Fight for the Rock, e também viajam para a Europa em turnê abrindo os shows da banda Motorhead.
Hall of the Mountain King é lançado em 1987, contendo a primeira sinfonia instrumental do Savatage chamada "Prelude to Madness", dando início a sua fase progressiva. Neste mesmo ano, a banda grava o seu primeiro videoclipe para a música "Hall of the Mountain King".
No ano de 1988 o Savatage sai em turnê pelos Estados Unidos ao lado das bandas Dio e Megadeth, e o guitarrista Chris Caffery é contratado pela banda. 1989 é o ano de lançamento do álbum Gutter Ballet, primeiro álbum do Savatage com dois guitarristas.
Em 1990 partem para uma turnê mundial ao lado das bandas King Diamond e Testament, ao final da qual Chris Caffery abandona a banda. Em 1991 a banda  lança o seu primeiro álbum conceitual, Streets: A Rock Opera.
Em 1992 a banda passa a contar com um novo vocalista, Zachary Stevens. Porém, em 1993, após uma turnê mundial e o lançamento de Edge of Thorns, morre um dos membros fundadores do grupo em um acidente de trânsito, o guitarrista Criss Oliva. Mesmo muito abalado pela morte do irmão, Jon Oliva decide continuar na banda pois julga que seria a melhor maneira de manter viva a lembrança do guitarrista.
O Savatage lança então o álbum Handful of Rain, em 1994. O baterista Wacholz abandona o Savatage e é substituído por Jeff Plate.
Com as participações de Stevens no vocal, Alex Skolnick na guitarra e do novo baterista Jeff Plate, a banda parte rumo ao Japão para apresentar-se. Em 1995 Alex Skolnick abandona o grupo e Chris Caffery retorna ao Savatage para substituí-lo, ao lado do guitarrista Al Pitrelli que é também contratado.
Novamente com dois guitarristas, o Savatage grava o seu segundo álbum conceitual, Dead Winter Dead, em 1995. No ano de 1996 o grupo sai em turnê pela Europa e pelo Japão, e ao retornar grava o primeiro álbum do Trans-Siberian Orchestra, batizado de Christmas Eve & Other Stories. Este álbum recebe um disco de ouro em 1997, ano em que o Savatage lança The Wake of Magellan na Europa.
Em 1998 The Wake of Magellan é lançado nos Estados Unidos, e o Savatage sai em turnê pelas Américas do Norte e do Sul, além da Europa. Em 1999 o grupo produz Beethoven's Last Night, que é lançado no ano seguinte pela Trans-Siberian Orchestra.
No ano de 2001, Al Pitrelli (que foi tocar no Megadeth, no lugar de Marty Friedman) e Zachary Stevens (que montou seu projeto solo Circle II Circle) deixam a banda, que volta a ser um quarteto. Na nova formação a banda lança Poets and Madmen, com Jonh Oliva como vocalista, Chris Caffery e Jack Frost (músico na turnê) nas guitarras.
Após 2002 a formação da banda tornou a contar com Al Pitrelli, após a saída de Jack Frost, mas entrou em hiato no mesmo ano.

## Integrantes

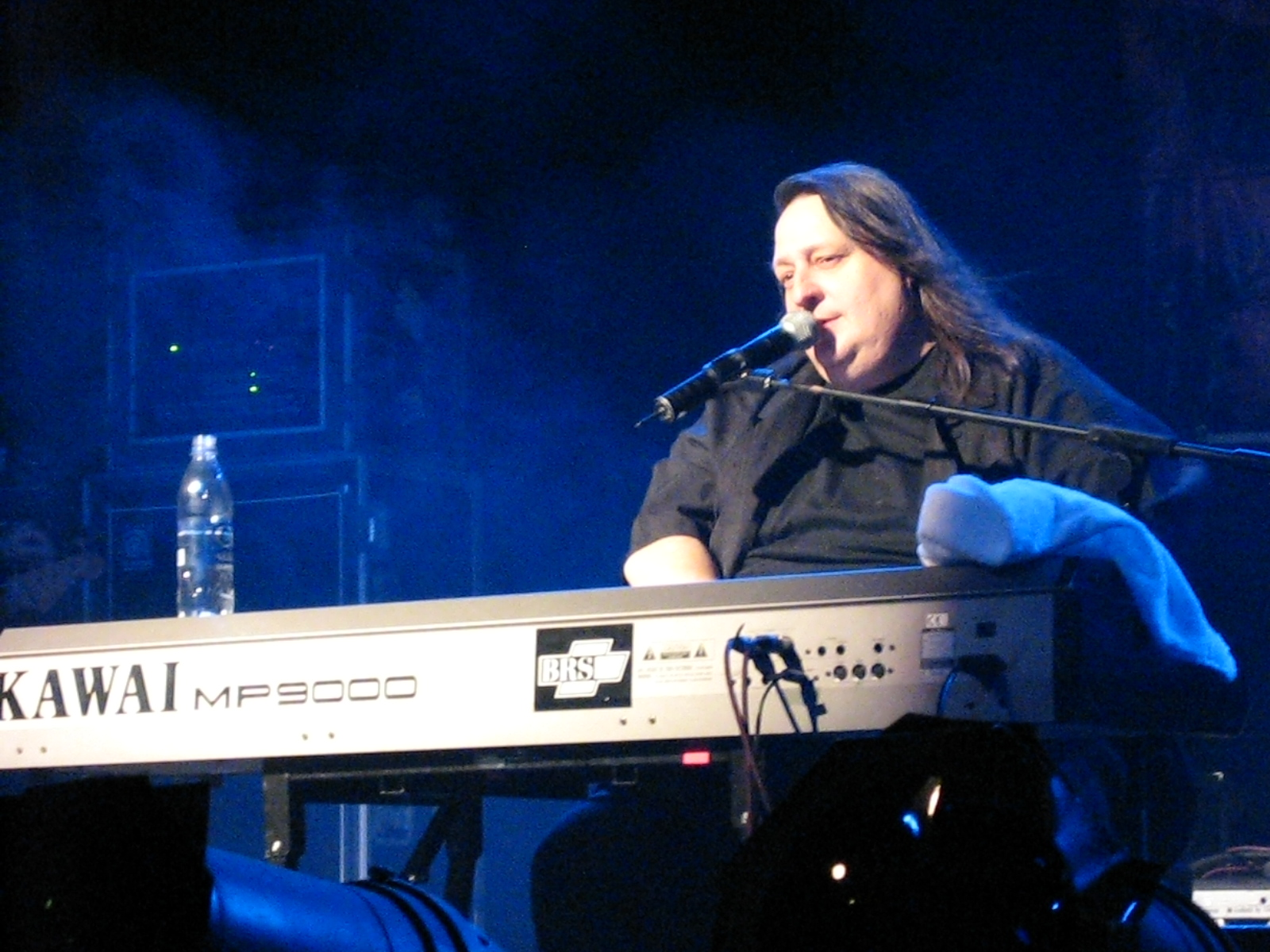
Jon Oliva, vocalista e fundador da banda.

### Última formação
- Jon Oliva – vocal (1978–92, 1994-2002, 2015, 2025), teclado e piano (1986–2002, 2015, 2025)
- Zachary Stevens – vocal principal  (1992–2000, 2015, 2025)
- Chris Caffery – guitarra, vocal de apoio (1987–88, 1989–90, 1995-02, 2015, 2025)
- Al Pitrelli – guitarra, vocal de apoio (1995–99, 2002, 2015, 2025)
- Johnny Lee Middleton – baixo, vocal de apoio  (1986-2002, 2015, 2025)
- Jeff Plate – bateria (1994-2002, 2015, 2025)

| - Criss Oliva – guitarra, vocal de apoio (1979–1993), baixo (1978–1979) - falecido - Pat Dubs – guitarra base (1979–1980) - Andy Gmelin – baixo (1979–1980) - Steve Wacholz – bateria (1980–1993) - Keith Collins – baixo (1981–1985) - Andy James – bateria (1993) - Alex Skolnick – guitarra (1994) - Damond Jiniya – vocal principal (2001–2002) | - Michael Reynolds – bateria (1988) - John Zahner – teclado (1991–1992) - Wes Garren – guitarra base, teclado, vocal de apoio (1993) - Jack Frost – guitarra (2001–2002) - Jeff Waters – guitarra (2002) |

## Discografia
| - Sirens (1983) - Power of the Night (1985) - Fight for the Rock (1986) - Hall of the Mountain King (1987) - Gutter Ballet (1989) - Streets: A Rock Opera (1991) - Edge of Thorns (1993) - Handful of Rain (1994) - Dead Winter Dead (1995) - The Wake of Magellan (1997) - Poets and Madmen (2001) - The Dungeons Are Calling (1984) - Chance (1995) - Doesn't Matter Anyway (1995) - From the Gutter to the Stage (1995) - The Best and the Rest (1997) - Believe (1998) - Still the Orchestra Plays (2010) - Return To Wacken (2015) | - Japan Live '94/Live in Japan (1994) - Ghost in the Ruins/Final Bell (1995) - Japan Live '94 (1998) - Streets: A Rock Opera Narrated Version + The Video Collection (2013) - "In the Dream" (1985) - "Gutter Ballet" (1989) - "When the Crowds are Gone" (1989) - "Jesus Saves" (1991) - "Edge of Thorns" (1993) - "Handful of Rain" (1994) - "Chance" (1995) - "Doesn't Matter Anyway" (1995) - "Dead Winter Dead" (1995) - "One Child" (1996) - "Turns to Me" (1998) - "Commissar" (2001) |